# 아이러브 코미디
《아이러브 코미디》(I♥Comedy)는 대한민국의 SBS에 방송됐던 예능 프로그램이며 공동 MC 이영자 홍진경이 1996년 가을개편 때 시작한 해당 프로그램으로 옮겨가면서 두 사람이 출연해 온 KBS 2TV 《슈퍼선데이》 '금촌댁네 사람들' 코너는 갈수록 하락세를 겪어왔는데 이영자가 빠진 뒤에도 '금촌댁네 사람들'에서 계속 금촌댁 남편으로 출연한 김용건이 본업인 연기활동에 전념하기 위해 이영자의 후임으로 1996년 가을개편부터 합류한 김미화와 동반 하차한 후 갈수록 시청률 하락세를 보여오자 1997년 6월 29일 막을 내렸다.
한편, 1997년 3월 9일부터 와이드 편성됐으나 군대 비하 혐의로 물의를 사 같은 해 6월 15일부터 1부가 폐지됐다.
이후, 1997년 6월 15일 시작된 <TV특급 일요일이 좋다>의 가족 프로그램 성격을 강화하기 위해 이 프로그램과 7월 13일부터 방송시간을 맞바꿨으나 10대 취향 오락프로그램 축소에 따라 같은 해 10월 5일(6시부터 '아듀!아이러브 코미디'란 제목으로 1~2부 편성) 막을 내렸다.

## 방송 일정
| 방송 채널 | 방송 기간                                       | 방송 시간                  | 비고             |
| --------- | ----------------------------------------------- | -------------------------- | ---------------- |
| SBS-TV    | 1996년 10월 20일                                | 일요일 저녁 6시 30분 ~ 8시 |                  |
| SBS-TV    | 1996년 10월 27일 ~ 1997년 2월 23일              | 일요일 저녁 6시 50분 ~ 8시 |                  |
| SBS-TV    | 1997년 3월 2일 ~ 1997년 6월 8일 1997년 10월 5일 | 일요일 저녁 6시 ~ 8시      | 1, 2부 분할 편성 |
| SBS-TV    | 1997년 6월 15일 ~ 1997년 7월 6일                | 일요일 저녁 7시 ~ 8시      |                  |
| SBS-TV    | 1997년 7월 13일 ~ 1997년 10월 5일               | 일요일 저녁 6시 ~ 7시      |                  |

## 역대 진행자
- 이영자, 홍진경, 김호진 (첫 회 ~ 1997년 3월 30일)
- 이영자, 홍진경, 성진, 벅(1부) 김승현(2부) (1997년 4월 6일 ~ 6월 8일)
- 이영자, 홍진경, 김승현 (1997년 6월 15일 ~ 1997년 7월 6일)
- 이영자, 홍진경, 젝스키스 (1997년 7월 13일 ~ 마지막회)

## 오케스트라
- sbs 관현악단 - 지휘 김정택

## 코너 목록
- 여군 미스리
- 천년의 사랑
- 장군의 일기
- 아이러브 다이어트
- 97시민상
- 웅고집전
- 동길 대 동길
- 드라마스페셜
- 섬마을 선생님
- 홍진경의 스타 따라잡기
- 시장통 사람들

## 타이틀 변천사
| #  | 타이틀                 | 방송 기간                          |
| -- | ---------------------- | ---------------------------------- |
| 1  | 초특급 꾸러기 대행진   | 1992년 3월 29일 ~ 1993년 4월 25일  |
| 2  | 코미디 일요일은 있다   | 1995년 2월 26일 ~ 1995년 4월 16일  |
| 3  | TV 전파왕국            | 1995년 5월 7일 ~ 1996년 8월 24일   |
| 4  | 코미디 펀치펀치        | 1996년 2월 11일 ~ 1996년 10월 12일 |
| 5  | 코미디쇼 대단한 일요일 | 1996년 11월 3일 ~ 1997년 2월 23일  |
| 6  | 아이러브 코미디        | 1996년 10월 20일 ~ 1997년 10월 5일 |
| 7  | TV특급 일요일이 좋다   | 1997년 6월 15일 ~ 1997년 10월 19일 |
| 8  | 밀레니엄 특급          | 1999년 2월 27일 ~ 1999년 5월 29일  |
| 9  | 서세원의 슈퍼스테이션  | 1999년 6월 5일 ~ 1999년 8월 29일   |
| 10 | 로드쇼 힘나는 일요일   | 1999년 11월 14일 ~ 2000년 4월 16일 |
| 11 | 뷰티풀 라이프          | 2000년 4월 23일 ~ 2001년 3월 11일  |
| 12 | 초특급 일요일 만세     | 2001년 3월 18일 ~ 2002년 1월 13일  |
| 13 | 쇼! 일요천하           | 2002년 1월 20일 ~ 2002년 7월 7일   |
| 14 | 뷰티풀 선데이          | 2002년 7월 14일 ~ 2004년 3월 21일  |
| 15 | 일요일이 좋다          | 2004년 3월 28일 ~ 2017년 3월 19일  |

## 특이사항
- 1996년 10월 20일 - 4시 55분부터 <그린비전콘서트> 편성에 따라 6시 30분부터 8시까지 방영됐고 이 과정에서 《TV 가요 20》 결방
- 1997년 2월 9일 - 6시 30분부터 설 특집으로 편성됐고 《TV 가요 20》은 5시부터 6시 30분까지 편성됐으며 이 과정에서 <코미디쇼 대단한 일요일> 결방
- 1997년 6월 22일 - 5시 25분부터 세계청소년축구선수권대회 <한국 VS 브라질> 중계 편성에 따라[8] 7시 30분부터 8시 30분까지 방영됐고 <TV 특급 일요일이 좋다> 결방
- 1997년 8월 24일 - 6시 30분부터 월드컵대표 평가전 <한국 VS 타지키스탄> 중계 편성에 따라 5시 30분부터 6시 30분까지 방영됐고 <TV 특급 일요일이 좋다> 결방(6월 22일 8월 10일에 이어 3번째)
- 1997년 10월 5일 - 6시부터 <아듀!아이러브 코미디>란 이름을 통해 1~2부 편성[9]

## 참고 사항
- 1997년 3월 9일부터 와이드 편성됐지만[10] 일요일 저녁 황금시간대의 동시간대인 《슈퍼선데이》와 《일요일 일요일 밤에》 편성 때문에 인기가 갈수록 떨어진 데다 군대 비하 혐의로 물의를 사[11] 같은 해 6월 15일부터 1부가[12] 폐지됐으며 같은 날 시작된 <TV특급 일요일이 좋다>의 가족 프로그램 성격을 강화하기 위해 이 프로그램과 7월 13일부터 방송시간을 맞바꿨으나[13] 10대 취향 오락프로그램 축소에 따라[14] 같은 해 10월 5일(6시부터 '아듀!아이러브 코미디'란 제목으로 1~2부 편성) 폐지하였다.

1. ↑  신연수 (1996년 10월 12일). “"시골가족"KBS「금촌댁네 사람들」"서울가족"SBS「장군의 일기」 일요일밤 맞대결 어느 집이"백배 천배"더 웃길까”. 동아일보. 2021년 12월 9일에 확인함.
2. ↑  오관철 (1996년 9월 18일). “KBS「슈퍼선데이」새 단장”. 경향신문. 2021년 12월 9일에 확인함.
3. ↑  이영란 (1997년 2월 20일). “SBS 3월 프로그램 대폭 개편”. 매일경제. 2021년 12월 9일에 확인함.
4. ↑  “군대를 교도소처럼 묘사…SBS징계”. 한겨레신문. 1997년 3월 24일. 2021년 12월 9일에 확인함.
5. ↑  “'토요미스터리'신설”. 한겨레신문. 1997년 6월 13일. 2021년 12월 9일에 확인함.
6. ↑  “「아이러브…」 방송시간 바뀌어”. 조선일보. 1997년 7월 10일. 2021년 12월 9일에 확인함.
7. ↑  윤정호 (1997년 10월 1일). “SBS 10대취향 오락물 대수술”. 조선일보. 2021년 12월 9일에 확인함.
8. ↑  권순일 (1997년 6월 21일). “97세계청소년축구 내일 브라질과 예선 최종전 한국"쓰러질 각오로 싸우겠다"”. 동아일보. 2024년 4월 21일에 확인함.
9. ↑  “아이 러브 코미디 SBS 오후6:00”. 경향신문. 1997년 10월 5일. 2024년 4월 21일에 확인함.
10. ↑  이영란 (1997년 2월 20일). “SBS 3월 프로그램 대폭 개편”. 매일경제. 2022년 5월 10일에 확인함.
11. ↑  “군대를 교도소처럼 묘사…SBS징계”. 한겨레신문. 1997년 3월 24일. 2022년 5월 10일에 확인함.
12. ↑  “'토요미스터리'신설”. 한겨레신문. 1997년 6월 13일. 2021년 12월 9일에 확인함.
13. ↑  “「아이러브…」 방송시간 바뀌어”. 조선일보. 1997년 7월 10일. 2022년 5월 10일에 확인함.
14. ↑  윤정호 (1997년 10월 1일). “SBS 10대취향 오락물 대수술”. 조선일보. 2022년 5월 10일에 확인함.